# Rendering (Berio)
Rendering è una composizione sinfonica del 1989/1990 del compositore italiano Luciano Berio. Distribuita in tre movimenti per orchestra completa, prende come struttura la partitura frammentaria della Sinfonia in re maggiore D936a, non completa, di Schubert.

## Storia
Il lavoro dura circa 33 minuti. I suoi primi due movimenti furono completati nel 1989 e furono eseguiti in anteprima nel giugno di quell'anno, con Nikolaus Harnoncourt alla guida dell'Orchestra reale del Concertgebouw di Amsterdam. Il terzo movimento seguì all'inizio dell'anno successivo e tutti e tre i movimenti furono suonati insieme per la prima volta nell'aprile 1990 sotto Riccardo Chailly, sempre ad Amsterdam.
Berio lascia intatte le parti originali di Schubert, inserendo la propria partitura solo in presenza di lacune o lavoro parziale. Come suggerisce il titolo, Berio svolge una funzione simile a quella di un costruttore che completa una casa: i suoi contributi riempiono gli spazi come un mortaio riempie e compatta i vuoti tra la struttura solida. Berio usa motivi e citazioni schubertiane della partitura esistente, ma nel farlo sottolinea le voragini della partitura piuttosto che tentare di appianare le interruzioni. Come afferma Giordano Montecchi
I frammenti di Schubert danno origine a momenti musicali di vertiginosa bellezza che tuttavia si fondano costantemente nel vuoto di ciò che "non è stato fatto" - e Berio riempie questo vuoto con... un massetto musicale iridescente intessuto attorno al timbro della celesta... che separa i frammenti e allo stesso tempo li tiene insieme, consentendo loro di raggiungere l'obiettivo sinfonico per il quale erano destinati... "
A differenza di pezzi come le varie edizioni della frammentaria Decima Sinfonia di Gustav Mahler o l'orchestrazione congetturale di quella di Schubert da parte di Brian Newbould, Rendering è inteso come un lavoro completo a sé stante, piuttosto che una "versione eseguibile" della Decima di Schubert.
Rendering si è rivelato uno dei pezzi più duraturi di Berio ed è stato registrato più volte, due volte solo da Chailly. Quando la malattia indusse il maestro italiano a ritirarsi dagli spettacoli a Monaco nel 2011, David Robertson subentrò e il risultato fu una nuova lettura e registrazione da parte dell'Orchestra Sinfonica della Radio Bavarese.

## Movimenti
1. Allegro
2. Andante
3. Scherzo